# Pielomastax soochowensis
Pielomastax soochowensis är en insektsart som beskrevs av Chang, K.S.F. 1937. Pielomastax soochowensis ingår i släktet Pielomastax och familjen Episactidae. Inga underarter finns listade i Catalogue of Life.